# Bsharri
Bsharri (Ook gespeld als Bcharre; Arabisch: بْشَرِّيْ) is een stad in het noorden van Libanon. Bsharri is de hoofdstad van het gelijknamige district Bsharri in het gouvernement Noord. De stad heeft circa 20.000 inwoners.
De zetel van de patriarch van de Maronitische Kerk is in deze stad gevestigd.

## Geboren in Bsharri
Bsharri is de geboorteplaats van de dichter en schrijver Khalil Gibran (1883-1931), die als kind met zijn moeder naar de Verenigde Staten verhuisde. Een belangrijk deel van zijn leven bracht hij door in Boston en Parijs. Gibran overleed in New York.